# ダンシングベイビーかりん
『ダンシングベイビーかりん』は、藤原ゆか作の漫画作品。『りぼん』（集英社刊）に2006年4月号から2006年10月号まで連載された。

## あらすじ
バスケやダンス好きが集まる広場「フリースクエア」に通うかりんはダンスが得意な16歳でバスケチーム「ブレイズ」の佑磨くんラブ!! ある日「ブレイズ」のメンバーが「ウィッキード」のリーダー豪野にやられてしまう。ケガをしたメンバー（栄太郎）の代わりにかりんがバスケに初挑戦……!?

## 登場人物
藍沢 かりん （あいざわ - ） (16)
本作の主人公。16歳の高校1年生。ダンスとチョコレートが大好き。パーマをかけたロングヘアをしている。伝統ある女子高に通うが、校則が厳しいために学校にいる間は三つ編みをしている。
佑磨のことが好きで、いつも熱烈にアタックしている。バスケットは初心者だったが、栄太郎が怪我をしたことを機に、代理メンバーとして参加する。当初はシュートもまともに入らないなど素人同然だったが、菜穂子からのアドバイス及びダンスのリズムを活かした動きで徐々に上達し、試合で活躍していく。
瀬田 佑磨 （せた ゆうま） (18）
バスケットチーム「ブレイズ」のリーダー。バスケットが好きであり得意。かりんのことは妹分として可愛がっている。過去のとある出来事により「ブレイズ」に女性が入ることを良しとしていなかったが、かりんの熱意と行動力を認め、かりんを補欠メンバーとしてチームに加えることを許可する。
角 栄太郎 （すみ えいたろう） (18)
「ブレイズ」のメンバー。メガネをかけている。かりんと佑磨の仲を気にかけるなど面倒見が良い。作者の後作『CRASH!』でも登場している。
宮川 臣 （みやくわ しん） (18)
「ブレイズ」のメンバー。試合では、かりんの代わりにメンバー交替することが多い。
タケル (14?)
フリースクエアに通う中学生。かりんの弟分。活発な性格。バスケットが好きで、「ブレイズ」に憧れている。
西田 ナツキ （にしだ - ）
フリースクエアに通うダンサーのリーダー格。姉御肌の頼れる存在で、かりんと佑磨の良き理解者。
菜穂子 （なほこ）（18）
かつて「ブレイズ」のメンバーだったが、怪我をして脱退する。現在は佑磨と同じ高校のバスケット部でマネージャーをしている。シュートの特訓をしていたかりんにアドバイスをする。過去の事故により佑磨とは距離を置いていたが、かりんの後押しで再び向き合えるようになる。
豪野
「ウィッキード」のリーダー。フリースクエアを乗っ取ることを目的に「ブレイズ」と勝負をする。当初は栄太郎にわざと怪我を負わせるなど、ファールもお構いなしなプレーが目立っていたが、栄太郎の代理で加わったかりんのプレーに感化されて罪を認め改心、謝罪する。責任でスクエアを去るつもりでいたが、かりんによる引き止めと佑磨の勧誘で「ブレイズ」の新メンバーとして迎え入れられる。
ゆっち／あいぼん
かりんの高校の同級生にして親友。剣道部所属。かりんがスクエアに通っていることや校則を破っている（パーマをかけている）ことを知っており、佑磨との恋を後押ししている。
落ち込んでいるかりんを励ますために部活を休んで気晴らしに付き合うなど、面倒見が良い。

## 書籍
1. 2006年9月15日発売、ISBN 978-4-08-856706-8
収録読切：「ポップン8ビート」 （2006年 りぼん冬休みチャレンジ！大増刊号掲載）
2. 2007年5月15日発売、ISBN 978-4-08-856742-6
収録読切：「ボクラノココロ」 （2007年 りぼん超びっくりお正月大増刊号掲載）、「ハグ!」 （りぼん 2007年4月号別冊ふろく掲載）